# Ordre de la Colombie-Britannique

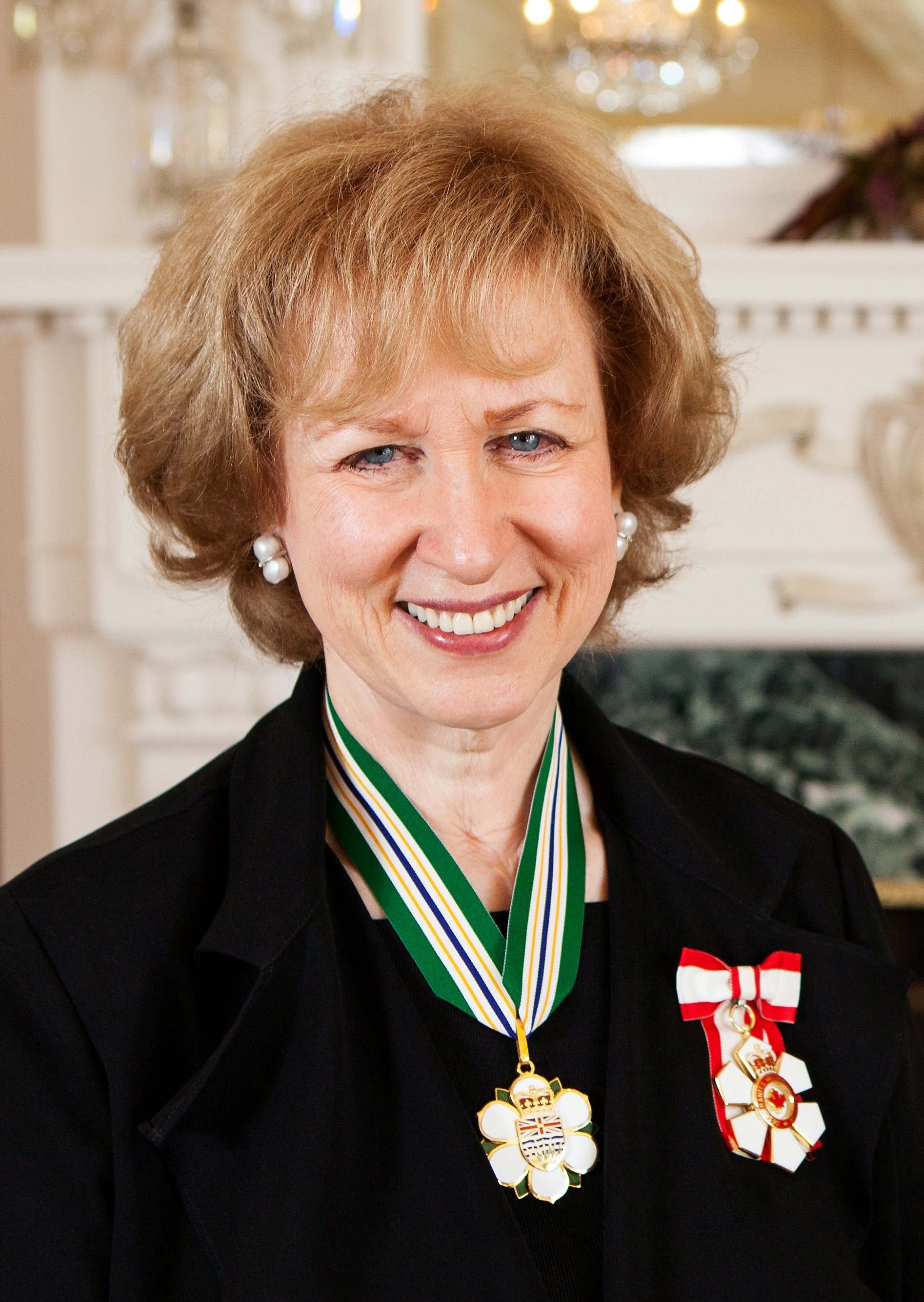
Kim Campbell, première femme première ministre du Canada, honorée par l'Ordre de la Colombie-Britannique

L'Ordre de la Colombie-Britannique est une distinction remise par la province canadienne de la Colombie-Britannique. Créée le 21 avril 1989 par le lieutenant-gouverneur David Lam, il s'agit de la distinction officielle la plus prestigieuse de la province. Il récompense « les personnes qui ont servi de la façon la plus exceptionnelle et excellé dans n'importe quel domaine d'activité des résidents de la province ou ailleurs ».

## Sélection des membres
Proposés par les citoyens de la province, les candidats sont sélectionnés par le lieutenant-gouverneur en conseil selon la recommandation d'un Conseil consultatif composé de sept personnes dont les deux derniers récipiendaires de l'Ordre.

## Éligibilité
L'Ordre de la Colombie-Britannique peut être accordé aux résidents ou anciens résidents à long terme de la Colombie-Britannique. Les candidats ne doivent pas être d'actuels représentants élus au niveau fédéral, provincial ou municipal. Il ne peut pas être accordé à titre posthume sauf si la recommandation du Conseil consultatif est fait au lieutenant-gouverneur en conseil avant le décès de la personne.

## Insigne
Le site officiel de l'Ordre de la Colombie-Britannique affiche ceci :
« The insignia of the Order of British Columbia consists of a stylistic dogwood, the floral emblem of British Columbia. The insignia is part of a medal which also features a crowned shield of arms. It is worn with a green, gold, white and blue ribbon. »
Qui peut être traduit par :
« L'insigne de l'Ordre de la Colombie-Britannique est une médaille qui représente un cornouiller stylisé (la fleur emblématique de la Colombie-Britannique). L'insigne fait partie d'une médaille qui comporte également un bouclier d'armoiries couronné. Il se porte avec un ruban vert, or, blanc et bleu. »